# Line Luplau
Line Luplau (22 avril 1823 - 10 septembre 1891) est une féministe et suffragette danoise. Elle a co-fondé le Danske Kvindeforeningers Valgretsforbund ou DKV (Union danoise pour le droit de vote des femmes) et en a été la première présidente de 1889 à 1891.

## Biographie
Line Luplau née le 22 avril 1823 à Mern. Elle est la fille du vicaire Hans Christian Monrad et de Ferdinandine Henriette Gieertsen. Elle épouse le vicaire Daniel Carl Erhard Luplau en 1847,.
Déjà jeune, Luplau ne comprend pas qu' au Danemark les femmes se soient pas reconnues comme des êtres humains en raison de leur sexe. Son intérêt vient probablement en partie du débat public qui suit la parution roman controversé Clara Raphael de Mathilde Fibiger en 1851.
Son mari est vicaire dans une paroisse de Schleswig-Holstein jusqu'en 1864, mais la famille doit partir pour Varde lorsque le Schleswig-Holstein devient allemand après la conférence de Londres de 1864. À Varde, Luplau fonde une organisation caritative et devient la première femme au Danemark à prendre la parole lors de la fête nationale.

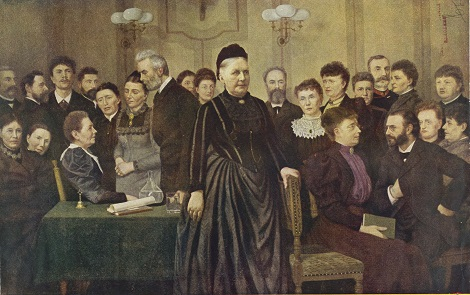
Line luplau au premier plan devant les principaux membres du mouvement pour le suffrage des femmes, peint pour le parlement danois par Marie Luplau, Premiers jours de la lutte pour le droit de vote des femmes (1897).

En 1872, Luplau devient membre de la branche locale de la Dansk Kvindesamfund (DK, l'organisation danoises des femmes) avec son mari et de sa fille Marie Luplau. Son intérêt pour les droits des femmes est centré sur le droit de vote des femmes et l'égalité des droits politiques, et elle appartient au groupe d'opposition au sein de la DK. En 1888, en tant que représentante de la DK, elle réunit une liste de 1702 personnes appuyant de la motion de Fredrik Bajer au parlement pour le suffrage des femmes. En 1885, elle fait partie de la Kvindelig Fremskridtsforening (KF, l'organisation de femmes), une faction d'anciens membres de la DK, dont elle intègre le comité de direction en 1886. Elle déménage à Copenhague à la retraite de son mari. En 1888, elle représente la KF à la première conférence nordiques des femmes à Copenhague, où elle et Johanne Meyer propose que le suffrage des femmes soit l'un des quatre principales causes des droits des femmes. Line Luplau devient l'une des figures de proue du mouvement danois pour le suffrage féminin. Elle siègé au conseil d'administration du journal KF Hvad vi vil ("Ce que nous voulons") aux côtés de Matilde Bajer, Anna Sterky et Massi Bruhn.
En 1889, Line Luplau et Louise Nørlund fondent le Kvindevalgretsforeningen (KVF, le mouvement pour le suffrage danois), dont Luplau est présidente de 1889 à 1891. Le KVF est pensé pour se concentrer sur le droit de vote féminin, se distinguant ainsi de la DK et de la KF, qui s'occupent de nombreuses problématiques de la cause féminine. Elle recueille le soutien de divers groupes politiques, en particulier a gauche du spectre politique. Line Luplau est une militante controversée, stricte et énergique avec une approche directe. Elle n'est pas populaire aupré des autres groupes féministes, qui la consident comme ayant divisé le mouvement des femmes. En 1891, elle est contrainte de démissionner de son poste de présidente de la KVF pour des raisons de santé et elle meurt en septembre de la meme année.